# Dacjusz z Mediolanu
Dacjusz z Mediolanu, właśc. Datius Agliati  (zm. krótko po 5 lutego 552 w Chalkedonie) – arcybiskup Mediolanu (ok. 530–552), święty Kościoła katolickiego.
Prześladowany przez Gotów, schronił się w Konstantynopolu. W sporze o Trzy Dzieła poparł papieża Wigiliusza. Zwalczał monofizytyzm.
Jego wspomnienie liturgiczne obchodzone jest 14 stycznia, jako wspomnienie pogrzebu w kościele św. Wiktora w Mediolanie.